# Distretto di Maswa
Il distretto di Maswa è un distretto della Tanzania situato nella regione del Simiyu. È suddiviso in 26 circoscrizioni (wards) e conta una popolazione di 193 922 abitanti (censimento 2012). 
Elenco delle circoscrizioni:
- Badi
- Binza
- Buchambi
- Budekwa
- Busilili
- Dakama
- Ipililo
- Isanga
- Kadoto
- Kulimi
- Lalago
- Malampaka
- Masela
- Mpindo
- Mwamanenge
- Mwamashimba
- Mwang'honoli
- Nguliguli
- Ng'wigwa
- Nyabubinza
- Nyalikungu
- Senani
- Seng'wa
- Shishiyu
- Sukuma
- Zanzui